# Угрон, Жан
Жан Угрон (фр. Jean Hougron; 1 июля 1923 года, Коломбель, департамент Кальвадос, Нижняя Нормандия — 22 мая 2001 года, Париж) — французский писатель. Лиценциат права.

## Биография
Сын железнодорожника. В 1946 году получив учёную степень, преподавал естественные науки и английский язык.
Поселился в Марселе, работал в импортно-экспортной торговой фирме, по делам которой отправился в Индокитай в июне 1947 года. Осуществил несколько сделок, путешествуя по Вьетнаму, Лаосу, Камбодже, Таиланду и Южному Китаю, научиться говорить на лаосском и китайском языках. В 1949 году вернулся в Сайгон (Южный Вьетнам).
Позже, работал в консульстве США, а затем в азиатском филиале французской государственной корпорации Radio France Asie. В 1951 году вернулся во Францию.
Умер 22 мая 2001 года в Париже.

## Творчество
Автор цикла романов и новелл под общим названием «Индокитайская ночь» («La nuit indochinoise», 1950—1958). В реалистической манере воссоздал картину жизни в Индокитае 1930—1940-х годов. Убедительно и достоверно изобразил образы колониальных чиновников, вьетнамских крестьян и партизан.
Романы Жана Угрона не только сосредоточены на политических коллизиях во французских колониях Индокитая и движении за независимость в Южной Азии во время или после Второй мировой войны, начале Первой Вьетнамской войны, но, в большей мере, на изучении внутреннего мира персонажей и человеческих отношений. Ж. Угрона называют иногда «Французским Джозефом Конрадом».
Конфликты личной жизни героев решаются в социальном плане: история любви француза и вьетнамской партизанки в романе «Солнце во чреве» («Soleil au ventre», 1953) или рассказ о нравственном падении семьи Брессан в романе «Азиаты» («Les Asiates», 1954).
Мастерство композиции, проявившееся в т. н. колониальных романах, заметно и в других произведениях романиста. Ему удаются психологические детективы: «Я вернусь в Кандара» («Je reviendrai à Kandara», 1955) и «Из-за кого скандал?» («Par qui le scandale?», 1960). Автобиографический роман «История Жоржа Герсана» («Histoire de Georges Guersant», 1964) посвящён духовному становлению молодого человека из рабочей семьи. Сменяя профессии, герой познает жизнь и свое место в ней.
В 1953 за роман «Смерть тайком» (Mort en fraude) награждён Большой премией Французской академии за роман.
Некоторые книги автора были экранизированы: «Je reviendrai à Kandar» (1956) режиссёром Виктором Викасом. В 1957 году по его роману  «Смерть тайком» (Mort en fraude) режиссёр Марсель Камю снял одноименный фильм.
В 2012 вышла документально-историческая экранизация цикла авантюрных романов и новелл Жана Угрона «Индокитайская ночь», выполненная режиссёром Патриком Жёди с использованием многочисленных документальных кадров и рисунков в стиле приключенческих комиксов.

## Избранные произведения
- Tu récolteras la tempête
- Rage Blanche
- Soleil au ventre
- Mort en Fraude
- Les portes de l’aventure
- Les Asiates
- Je reviendrai à Kandara
- La terre du barbare
- Par qui le scandale
- Le signe du chien
- Les humiliés
- La gueule pleine de dents
- L’homme de proie
- Histoire de Georges Guersant
- L’anti-jeu
- Beauté chinoise
- La chambre
- Coup de soleil
- Le Naguen (фантастический роман)

Многие из его книг переведены и изданы на английском и других языках.